# Trichiurus gangeticus
Trichiurus gangeticus és una espècie de peix pertanyent a la família dels triquiúrids.

## Descripció
- Pot arribar a fer 50 cm de llargària màxima (normalment, en fa 30).
- Cos molt allargat, comprimit i de color blanc platejat brillant.
- 4 espines i 116-129 radis tous a l'aleta dorsal i 85 radis tous a l'anal.
- Absència de les aletes pèlviques i caudal.
- Aleta anal reduïda fins a esdevindre unes espínules diminutes.
- Les membranes de les aletes anal i dorsal són semitransparents.[6][7]

## Alimentació
Es nodreix d'una gran varietat de peixets i crustacis.

## Hàbitat
És un peix d'aigua marina i salabrosa, bentopelàgic i de clima tropical (21°N-6°N, 76°E-87°E), el qual viu a les aigües costaneres i els estuaris. S'atansa a prop de la superfície durant la nit.

## Distribució geogràfica
Es troba a l'Índic: la costa oriental de l'Índia.

## Observacions
És inofensiu per als humans i es comercialitza fresc i en salaó.